# Panzer 35(t)
Panzer 35(t), Pz. Kpfw. 35(t) (нім. Panzerkampfwagen 35 (tschechisch)) — чехословацький легкий танк, розроблений фірмою Škoda в 1935 році. Стояв на озброєнні в Чехословацькій армії під позначенням LT vz. 35 (чеськ. Lehký tank vzor 35). Активно використовувався військами Вермахту. За період 1935—1939 років фірмами Škoda і ČKD виготовлено 434 танки (298 для потреб Чехословаччини, 126 для Румунії і 10 для Афганістану (передані Болгарії).

## Історія створення та серійне виробництво

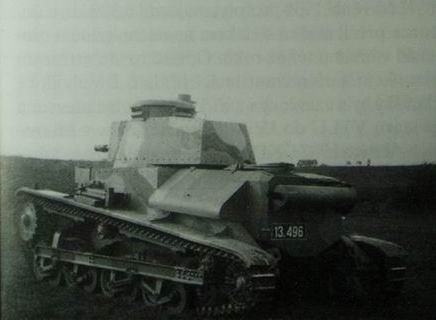
LT vz.34

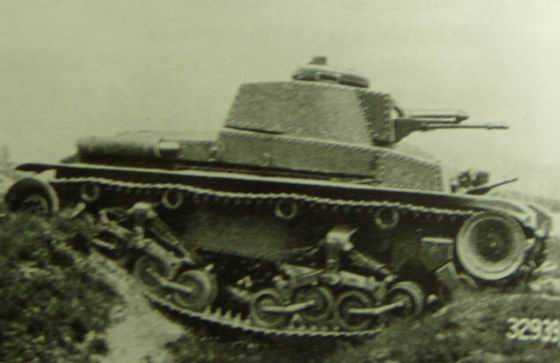
LT vz.35

### LT vz.34
В 1931 році фірмою ČKD було подано на розгляд генерального штабу чехословацької армії проект танку під назвою P-II, який планувалося озброїти 47-мм гарматою Vikers та двома кулеметами. Уже в листопаді 1932 року після схвалення було виготовлено перший дослідний зразок бойової машини P-II, яка поступила для дослідних випробувань до батальйону в Міловіцах. До лютого 1933 року прототип проходив випробування, де він подолав шлях 3400 км без серйозних поломок. Після цього було видано замовлення на 50 машин. Вже після затвердження замовлення прийшлося відмовитись від встановлення 47-мм гармати на користь 37-мм гармати фірми Škoda через конструкційні особливості башти. Однак, через проблеми виготовлення гармати для танка, перші шість машин отримали лише 2 кулемета на озброєння. Проект виготовлення ще більше затягнувся після забракування військовими броньових листів до танку. В результаті озброєння і доозброєння танків P-II відбулося лише з січня по серпень 1936 року. Офіційно чехословацька армія прийняла машину 13 липня 1935 року під позначенням LT vz.34 (легкий танк зразка 1934 року).
Танк мав порівняно невеликі розміри: довжина — 4,6 м, ширина — 2,1 м, висота — 2,22 м. Маса танка — 7,5 тонн. Екіпаж складався з 3 чоловік — командира (він же навідник і заряджаючий), механіка-водія, та радиста (кулеметника). На танку був встановлений 4 циліндровий карбюраторний двигун рідинного охолодження потужністю 62,5 к.с. (46 кВт) при 1350 об/хв. Бронювання 10-15 мм. Ходова частина складалась з 8 здвоєних обрезинених котків, зблокованих попарно в 4 візки, що підвішувались на напівеліптичних ресорах. Як додатковий елемент жорсткості використовувалась поздовжня балка, що об'єднувала між собою усі вузли підвіски.
До 1936 року броньовий захист і маневреність вже не відповідали вимогам бронетанкової техніки і розроблений у 1937 році план передбачав передачу танка в розвідувальні частини. Однак для розвідувального танка він був надто повільний, тому в листопаді 1938 року генштаб чехословацької армії ухвалив рішення зосередити усі LT vz.34 в Словаччині де вже знаходились 27 з 50 машин. Проте укладений Мюнхенський договір і німецька окупація завадила цьому. В результаті Словаччина, яка утворилась після розпаду Чехословаччини отримала 27 танків LT vz.34, решта 23 танки були конфісковані Вермахтом і знищені.
Словацькі LT vz.34 використовувалися як навчальні аж до 1944 року. Під час Словацького повстання 10 захоплених танків використовувались у боях з німцями. Надалі використовувались у боях у ролі нерухомих вогневих точок.

### LT vz.35
В липні 1935 року проходили випробування танків Š-II-a (Š — Škoda, II — легкий танк, a — призначений для кавалерії), розроблений компанією Škoda, а також P-II-a фірми ČKD на полігоні в Міловіцах. По суті P-II-a був нічим іншим, як модернізованим P-II (LT vz.34). Обрано було Š-II-a, попри те, що випробування ще не були закінчені і видали замовлення Škoda на 160 танків. Після цього фірма ČKD оголосила про підтасування результатів випробування з метою проштовхування продукції Škoda. Для примирення конкурентів Міністерство оборони Чехословаччини ухвалило рішення, що Š-II-a (які отримали армійське позначення LT vz.35 (LT — легкий танк, vz.35 — зразка 1935 року) буде випускатися обома компаніями. Однак військові не знали, що скандал був інсценований, оскільки між обома фірмами було таємна угода про взаємодопомогу в виробництві озброєння. Зокрема це означало що виробництво танків мало бути поділене пополам. Перше замовлення був виготовлений порівну, а наступна серія з 35 машин — 17 випускала ČKD і 18 — Škoda. Оскільки розробка LT vz.38 затягувалась, військові в листопаді 1937 року зробили замовлення на ще 103 LT vz.35. В сумі Чехословацька армія отримала 298 таких танків. Наприкінці 1938 року 10 танків замовив Афганістан, але німецька окупація завадила реалізувати угоду (хоча навіть після війни Афганістан був зацікавлений в цих танках).

## Опис конструкції

### Корпус та башта
Корпус та башта — клепані, збиралися на каркасі з кутків та обшивалися броньовими листами. На даху башти розміщувалась командирська башточка з відкидною куполоподібною кришкою.

### Озброєння
Для свого часу танк LT vz.35 мав доволі потужне озброєння. Основним озброєнням на танк встановлювалися 37-мм напівавтоматична гармата Škoda А-3 vz.34, що становила перероблену для установки в танк протитанкову гармату KPUV vz.34. Довжина ствола становила 39 калібрів (1448 мм). Напівавтоматичний клиновий затвор забезпечував гарматі високу скорострільність — 12-15 пострілів на хвилину. Танкова гармата монтувалась у масці в передній частині башти кругового повертання. Кути вертикального наведення становили від −10° до +25°. Маса гармати становила 235 кг.
В боєкомплект гармати (78 пострілів) входили бронебійні та осколково-фугасні снаряди (24 та 54 шт. відповідно). Додатково в боєкомплект вводились німецькі підкаліберні постріли з сердечником з карбіду вольфраму. Початкова швидкість бронебійного снаряду масою 0,85 кг становила 675 м/с, чого було достатньо для пробиття 40-мм бронелиста на дальності 500 м. Осколково-фугасний снаряд масою 0,825 кг мав початкову швидкість 687 м/с. Допоміжним озброєнням танку були два важких кулемети ZB. vz.37 калібру 7,92 мм виробництва фірми Československa Zbrojovka Brno. Обидва кулемети встановлювались в однотипні шарові установки, один — в лобовому листі корпусу, другий — в лобовому листі башти справа від гармати. При цьому баштовий кулемет міг наводитись на ціль як одночасно з гарматою так і незалежно. Горизонтальне наведення здійснювалось з допомогою плечового упору гармати чи з допомогою поворотного механізму. Боєкомплект 2700 патронів.
| ТТХ озброєння танкової гармати KwK 35(t) L/40 |                  |                       |                  |
| Номенклатура боєприпасів                      | Panzergranate(t) | Panzergranate(t) umg. | Panzergranate 40 |
| Вага б/п                                      | 0,85 кг          | 0,815 кг              | 0,368 кг         |
| Початкова швидкість снаряду                   | 675 м/с          | 675 м/с               | 980 м/с          |
| Бронебійність снарядів KwK під кутом 30°      |                  |                       |                  |
| 100 м                                         | 35 мм            | 34 мм                 | 60 мм            |
| 500 м                                         | 30 мм            | 29 мм                 | 39 мм            |
| 1000 м                                        | 23 мм            | 25 мм                 |                  |
| 1500 м                                        | 21 мм            | 22 мм                 |                  |

| Бронювання танку Panzer 35(t) |            |            |                 |              |
| Товщина броні /кут нахилу     | Фронт      | Борт       | Кормова частина | Дах/днище    |
| Башта                         | 25 мм /10° | 15 мм /14° | 15 мм /15°      | 8 мм /81-90° |
| Надбудова                     | 25 мм /17° | 16 мм /0°  | 15 мм /60°      | 8 мм /85-90° |
| Корпус                        | 25 мм /30° | 16 мм /0°  | 19 мм /0°       | 8 мм /90°    |

### Двигун та трансмісія
Танк було оснащено 4 циліндровим карбюраторним бензиновим двигуном Škoda Т-11 потужністю 120 к.с. при 1800 об/хв. При цьому танк міг розвивати максимальну швидкість 34 км/год, а запас ходу (при місткості паливних баків 153 л) був 190 км (враховуючи розмір Чехословаччини цього було достатньо).
У LT vz.35 була трьохступенева 12-швидкісна (6 вперед, 6 назад) планетарна коробка передач з пневматичними сервоприводами.

### Ходова частина

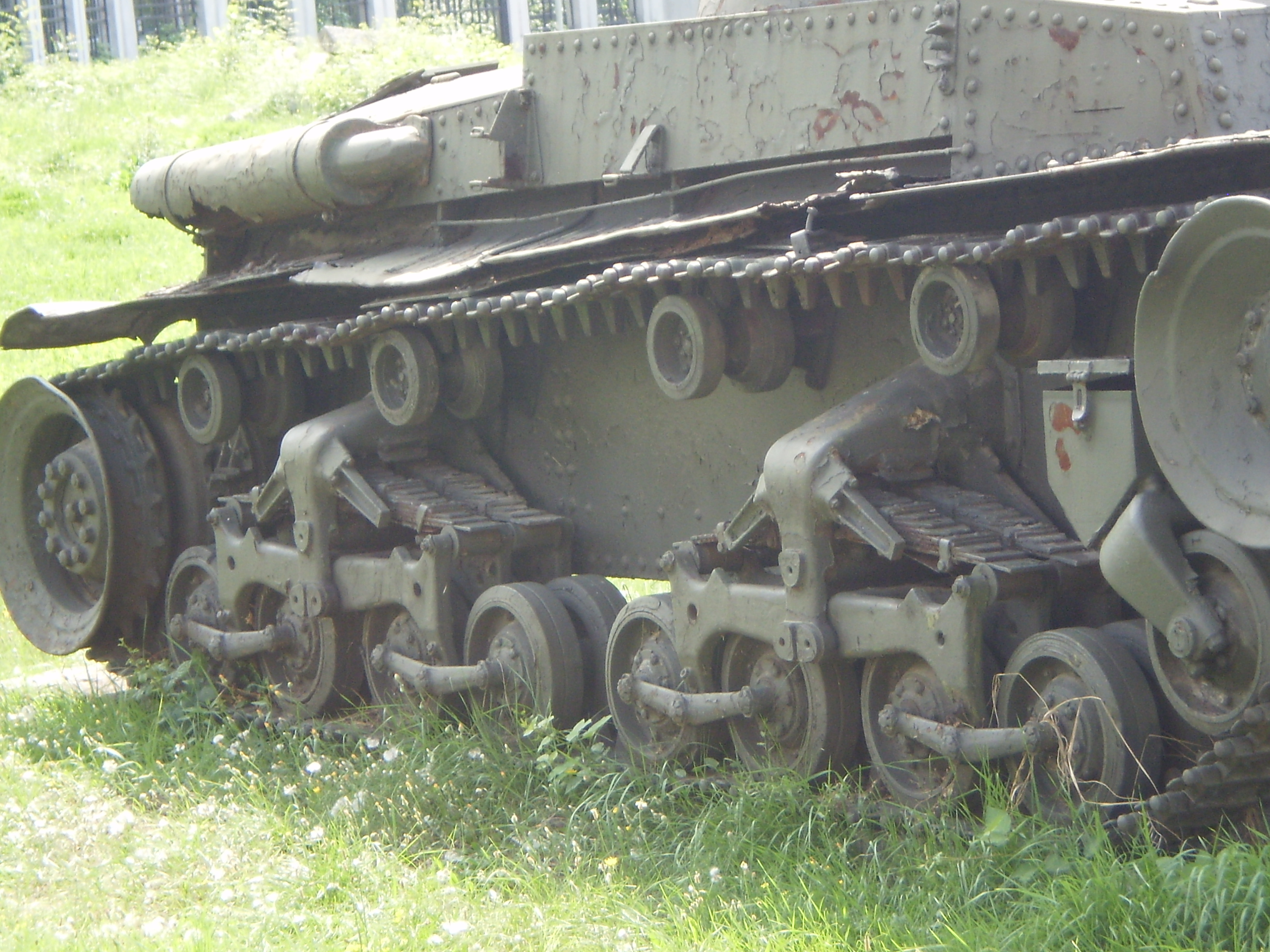
Ходова частина танку

Підвіска (відносно одного борту) складалась з 8 подвоєних опорних котків малого діаметра, зблокованих попарно і зібраних у 2 візки кожен з яких підвішувався на чотирьох чвертьеліптичних ресорах. Між переднім візком і напрямним колесом встановлювався один подвоєний коток, що полегшував танку подолання вертикальних перешкод. Ведуче колесо розміщувалося ззаду. Верхня гілка гусениці спиралась на чотири подвоєних підтримувальних котка. Усі котки були прогумовані. Конструкція ходової частини забезпечила танку м'який хід без сильних вертикальних коливань і розгойдування. Литі кронштейни візків підвіски кріпились до корпусу танка заклепками.

## Модифікації

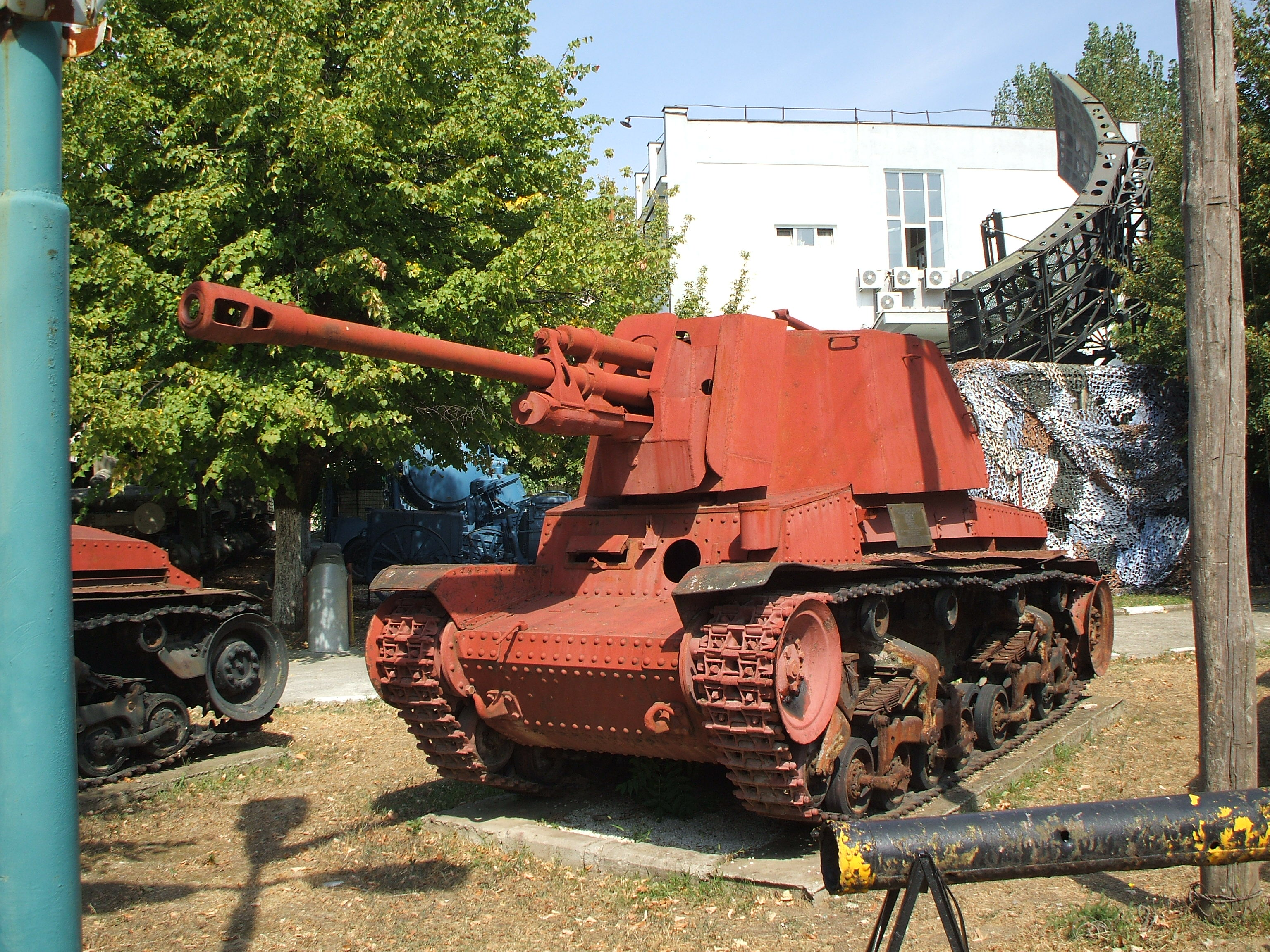
TACAM R-2 вигляд спереду

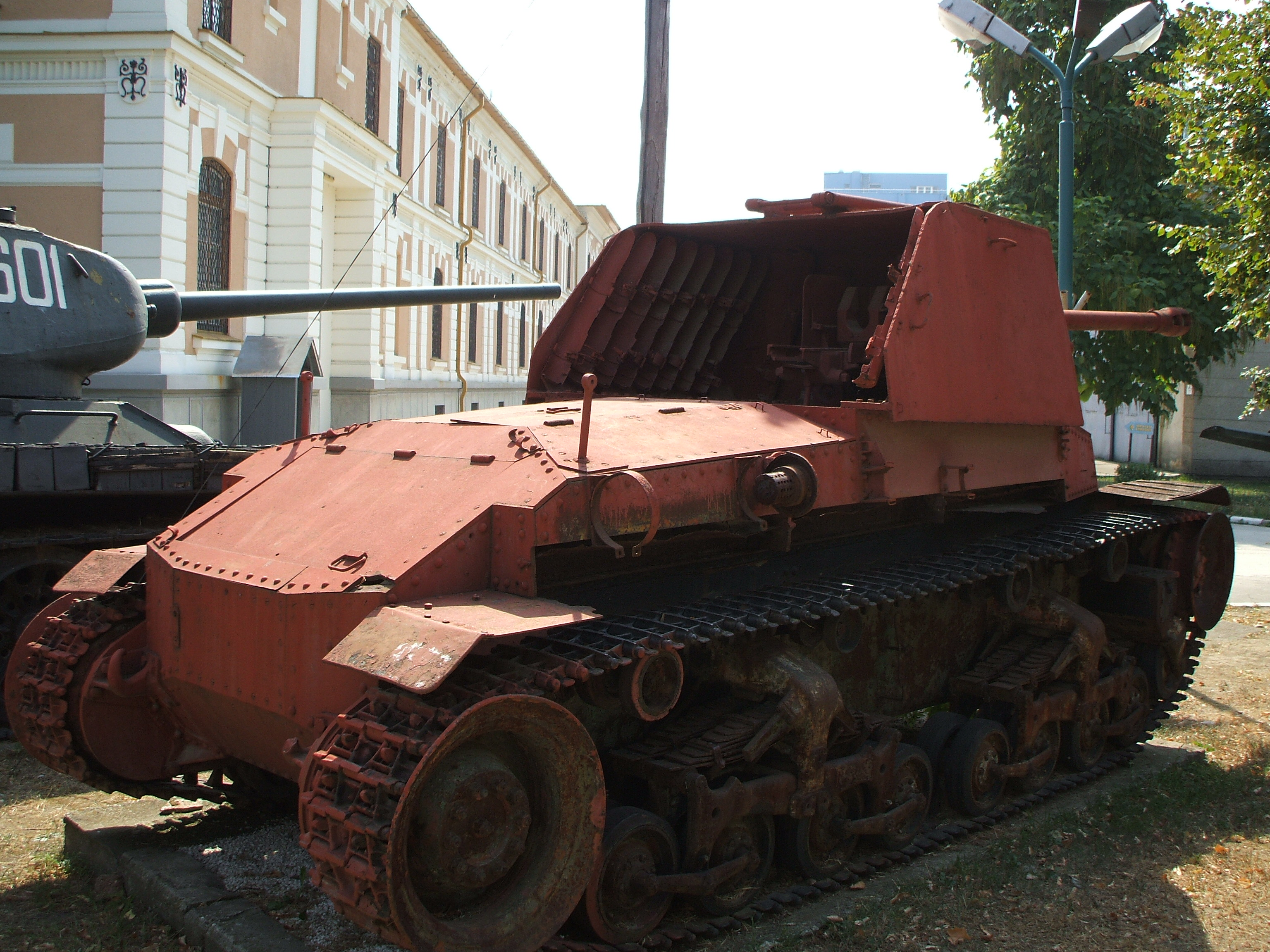
TACAM R-2 вигляд ззаду

### Серійні
Німці на трофейних танках провели ряд змін — збільшено боєкомплект до 78 пострілів і 2250 патронів, додали окрім бронебійних та осколково-фугасних підкаліберні постріли. На корпусі змонтували пристосування для кріплення додаткового шанцевого інструменту і каністр з пальним. Базова радіостанція vz.35 з дальністю дії 2 км і можливістю роботи тільки в телеграфному режимі була замінена німцями на радіостанцію Fu 5.
Після цього танк поступив на озброєння «панцерваффе» під позначенням PzKpfw.35(t), t — «tschechisch» — чеський. 112 танків увійшли у склад 1-ї легкої дивізії вермахту. Перед французькою кампанією німці переобладнали 20 танків у командирські Pz.BfWg.35(t). Окрім штатної радіостанції на цих танках встановлювалась ще одна більш потужна, з антеною рамкового типу, змонтованою в кормовій частині. На командирському танку кулемет у лобовій частині корпусу був відсутній. У 1943 році румунський варіант (R-2, в кількості 21 машина) був переобладнаний в САУ, озброєну трофейними радянськими 76-мм гарматами Ф-22, УСВ, ЗІС-3. В румунській військовій номенклатурі САУ отримала назву TACAM R-2 (TACAM — Tun antitank pe afet mobil).
Варіанти
- P-II — перший прототип танка, запропонований фірмою ČKD.
- LT vz. 34 — затверджений варіант танка P-II, випущений фірмою ČKD в кількості 50 одиниць. Вага 7,5 тонн, бронювання 10-15 мм.
- P-II-a — модернізований варіант танка LT vz. 34, запропонований на конкурс ČKD.
- Š-ll-a — варіант танка, запропонований фірмою Škoda на конкурс.
- LT vz. 35 — затверджений варіант танка Š-ll-a, що випускався фірмами Škoda та ČKD за таємним домовленням. Випущено 424 одиниці. Вага 10,5 тонн, бронювання 15-25 мм.
- T-11 — експортний варіант танка, виготовлений на замовлення Афганістану, поставлений у Болгарію. Випущено 10 одиниць. Озброєння: більш потужна 37-мм гармата A-7.
- Panzerkampfwagen 35(t) — німецьке позначення LT vz. 35 у Вермахті.
- Panzerbefehlswagen 35(t) — німецький командирський танк на базі LT vz. 35. Вирізнявся встановленням на ньому додаткових радіостанцій. Такі танки командирів рот отримали додаткову радіостанцію Fu-7 зі штировою антеною, в результаті чого прийшлося відмовитись від курсового кулемета. Танки командирів батальйонів та машини штабу полку отримали додаткову радіостанцію Fu-8 з рамковою антеною. На цих машинах зберігся лише кулемет. Гармата демонтувалась і на її місце встановлювався дерев'яний макет. Було переобладнано близько 20 танків.
- Mörserzugmittel 35(t) — танк Panzerkampfwagen 35(t), переобладнаний у броньований артилерійський тягач. Було повністю демонтовано башту. Переобладнано 37 танків у 1942 році і ще 12 танків у 1943 році.
- Zugkraftwagen 35(t) — легкий артилерійський тягач. Окрім башти було знято частину верхніх бронеплит.
- Munitionsschlepper 35(t) — танк Panzerkampfwagen 35(t), переобладнаний у перевізник боєприпасів.
- Panzerjäger 35(t) — танк Panzerkampfwagen 35(t) із встановленою на нього гарматою 4,7 cm PaK 36(t) L/43
- R-2 — танк LT vz. 35, виготовлений для Румунії.
- TACAM R-2 — переобладнаний у САУ танк R-2 із встановленою на нього 76,2-мм трофейною гарматою.
- T-21 — угорський варіант танка, що виготовлявся за ліцензією; надалі став основою для створення танка Turan.

### Дослідні
Була спроба встановити на шасі 35(t) протитанкову гармату Škoda А-5 калібру 47 мм. У 1940 році завод отримав завдання на розробку додаткового бронювання (25 мм) корпусу. Влітку 1941 року велись роботи зі створення тропічного варіанта — з посиленою системою охолодження двигуна і вентиляцією бойового відділення. Однак 35(t) в Африку не потрапили. Деякі модернізації проводили і у військах. Наприклад, під час Французької кампанії на лівій надгусеничній полиці і кормі кріпились додаткові п'ять каністр з пальним — це значно збільшувало запас ходу. А під час боїв на Східному фронті до 5 каністр на лівій надгусеничній полиці додавали ще 5 каністр, що кріпились на кормовій броньовій похилій плиті.

## Оператори
- Чехословаччина
- Третій Рейх — 244 танка
- Румунія — 126 танків
- Перша словацька республіка — 52 танки
- Болгарія — 36 танків.

## Служба та бойове застосування

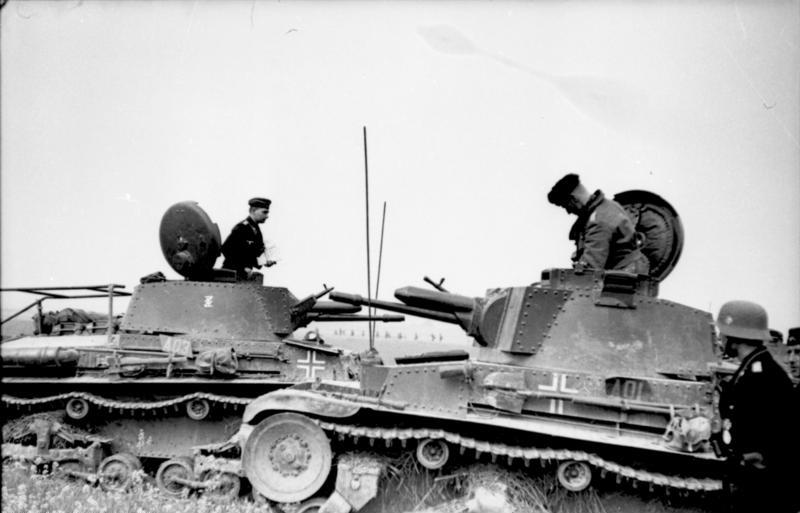
Panzer 35(t) під час Французької кампанії

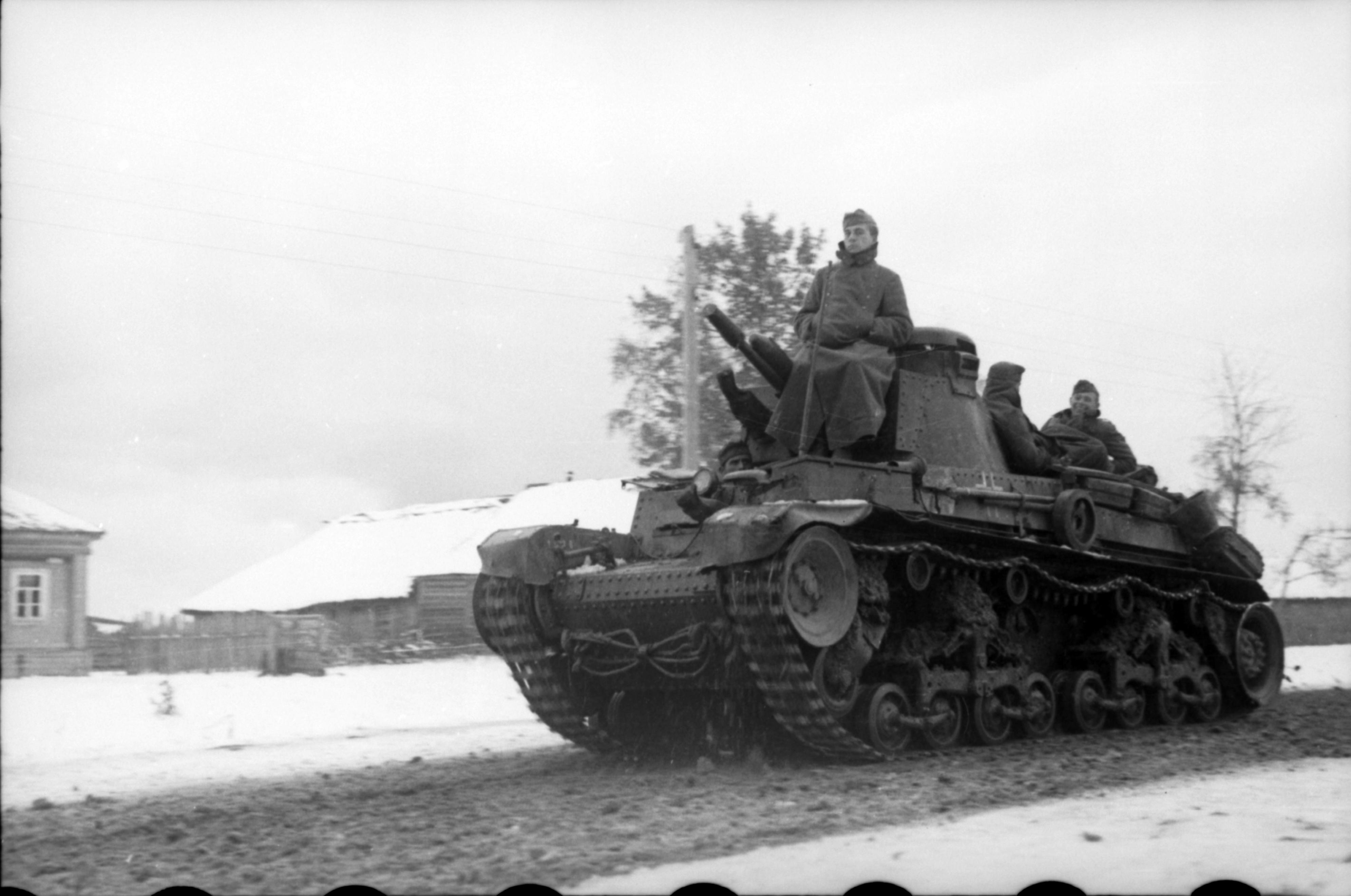
Танк у ході операції «Барбаросса»

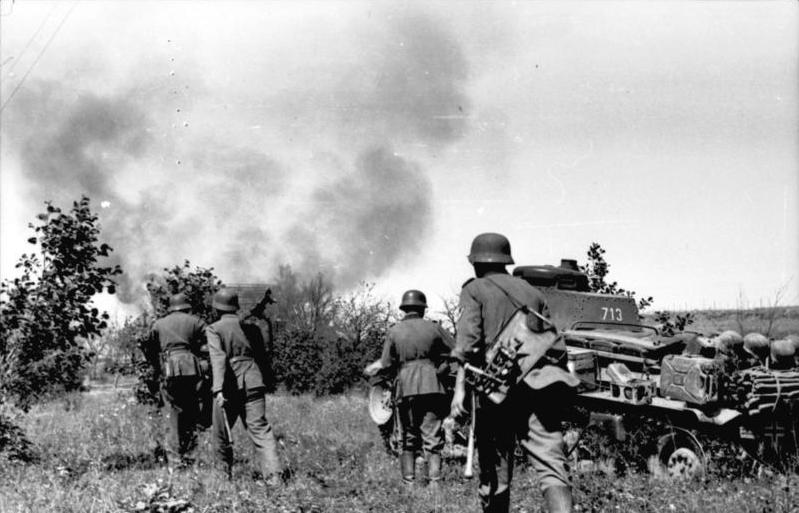
Танк при підтримці піхоти в атаці (Росія)

### У Чехословацькій армії
Танк LT vz.35 належав до того класу бойових машин, що і радянський Т-26. Основними задачами LT vz.35 були розвідка, підтримка піхоти і кінноти. В 1938 році чехословацька армія мала 4 танкових полки, укомплектованих LT vz.35. Полки мали неоднорідний склад. Найсильнішим був 1-й (3 танкових батальйони і 2 батальйони бронеавтомобілів); у ньому нараховувалось 197 танків. На основі цих полків під час мобілізації в 1938 році були розгорнуті чотири «швидкі» (легкі механізовані) дивізії. Однак у бойових діях танки не узяли участі — у вересні-жовтні 1938 року танками LT vz.35 підсилили УРи в Судетах проти можливих атак німецьких диверсантів. Після підписання Мюнхенського пакту танки повернулись у місця постійної дислокації.

### Після окупації Чехословаччини
Після окупації Чехії та Моравії 15 березня 1939 року німцям дісталось 218 танків LT vz.35. 79 танків увійшли у склад збройних сил Словаччини. Німцям танк сподобався. Враховуючи, що на той момент основним танком був Panzer II (Panzer III та Panzer IV випускались у малих кількостях), чехословацька машина значно перевершувала німецькі легкі танки по потужності озброєння, маючи практично такий же броньовий захист і швидкість.
Окрім німецької армії танки LT vz.35 були на озброєнні румунської армії (частину було виготовлено на заводах Škoda, частину в Румунії за ліцензією).
На відміну від чехословацького варіанту — R-2 (румунський) мали спрощену технологію виробництва (гнутий кормовий лист башти, наприклад, був замінений двома прямими). В 1942 році Румунія закупила 26 танків уже в Німеччині. Практично усі R-2 входили у склад 1-ї танкової дивізії «Велика Румунія».

### Бойове застосування у Вермахті
Під час польської кампанії 1-ша легка дивізія по різним причинам втратила 77 танків Panzer 35(t). По закінченню бойових дій усі вони були відремонтовані і повернулись у стрій. У жовтні 1939 року на базі 1-ї легкої дивізії була сформована 6-та танкова, і чеські танки надалі воювали в його складі.
Перед французькою кампанією німці мали 128 танків Panzer 35(t), з яких у ході боїв безповоротно втратили 15.
На 1 червня 1941 року у Вермахті нараховувалось 198 танків, з яких 11 було в ремонті. В бойових частинах поблизу радянського кордону було 149 танків, 6-та танкова дивізія входила в групу армій «Північ» і наступала на ленінградському напрямі. У вересні її перекинули на московський напрям, де вона дійшла до Клину. В умовах російської зими танкам довелося сутужно — повністю замерзав, наприклад пневматичний сервопривід управління коробкою передач. Число бойових машин невпинно скорочувалось, і 10 грудня 1941 року був підбитий останній Panzer 35(t) на Східному фронті. Більше в бойових частинах танки не використовувались — тільки як навчальні. Близько 30 танків з демонтованими баштами використовувалась як артилерійські тягачі в частинах берегової артилерії на данському узбережжі.

### Словаччина
Після розпаду Чехословаччини частина танків, найперше 52 танки 3-ї швидкої дивізії було приєднано до словацької армії. Під час Польської кампанії Словаччина брала участь у війні на стороні німців, при цьому в бою була задіяна рота з 13 танків LT vz.35. У операції «Барбаросса» брав участь словацький армійський корпус. У його складі була мобільна група, яка станом на 8 липня 1941 року була перетворена в мобільну бригаду. Словацькі війська разом з німецькими воювали на території України та дійшли до Північного Кавказу, де і були розбиті. Залишки бригади було евакуйовано в Крим. Станом на липень 1943 року у складі Словацької армії, жодного танку LT vz.35 не було.

### Румунія
В 30-ті роки Румунія і Чехословаччина були союзниками по так званій «Малій Антанті». Союзницькі відносини полегшували румунам закупівлю танків LT vz.35 у Чехословаччині. 14 серпня 1936 року було укладено договір про поставку в румунську армію 35 малих танків AH-IV та 126 легких танків Š-II-a (LT vz.35). Ці бойові машини отримали назву відповідно R-1 та R-2. Випуск танків здійснювався в період з 1 вересня 1938 року по 22 лютого 1939 року.
23 листопада 1940 року Румунія приєдналась до військово-політичного блоку країн Осі і 22 червня 1941 року разом з Німеччиною напала на СРСР. Румунські R-2 було зосереджено в 1-му танковому полку 1-ї бронетанкової дивізії «Велика Румунія», яка 3 липня 1941 року форсувала р. Прут і розгорнула наступ у напрямі на Могилів-Подільський, ведучи бої в основному з частинами радянського 2-го механізованого корпусу. На початку бої були без особливих втрат з боку румунських бронетанкових військ, проте при наближенні до Одеси румунські війська зустріли серйозний опір і уже станом на 20 серпня 1941 року у складі залишилось 20 боєздатних машин. Надалі під Одесою танки R-2 широко не застосовувались. Після евакуації військ Одеського оборонного району 16 жовтня 1941 року румунські танкові частини повернулись на батьківщину на ремонт і переобладнання, проте 25 машин R-2 було втрачено безповоротно.
Влітку 1942 року німці передали румунам 26 танків Panzer 35(t), після чого повністю укомплектована 1-ша бронетанкова дивізія (109 R-2 та Panzer 35(t)) повернулась на фронт і брала участь у боях під Сталінградом, проте була практично повністю розгромлена в ході контрнаступу під Сталінградом і уже в грудні 1942 року в дивізії нараховувався 1 боєздатний танк і 944 людини особового складу. Навесні 1943 дивізія була відправлена на поповнення і переоснащення, після чого в румунських військах залишилось лише 40 танків R-2, яких згодом вивели в резерв, де 21 танк надалі було переобладнано в САУ TACAM R-2. 23 серпня 1944 року після виходу Румунії з війни на стороні Німеччини залишки бронетехніки було приєднано до складу 2-го танкового полку 27-ї радянської танкової бригади і брали участь у боях у Західній Словаччині, підтримували радянські війська під час взяття Братислави. Останні бої румунські війська проводили 7-9 травня 1945 року південніше Брно. На той час танків R-2 у строю не було, боєздатною лише залишалась САУ TACAM R-2.

### Болгарія
Перші LT vz.35 болгарська армія отримала від німців. У Болгарію було відправлено 10 машин Т-11 виготовлених для Афганістану. Це були ті самі LT vz.35 але озброєні більш сучасною та потужнішою 37-мм гарматою A-7. До десяти Т-11 було додано ще 26 LT vz.35, які було доставлено в період з лютого по вересень 1940 року. З них сформували 3-тю роту середніх танків у січні 1941 болгари замовили ще 45 LT vz.35 проте замість них Німеччина відправила таку ж кількість трофейних французьких танків R-35. У червні 1941 року було сформовано танковий полк з 6 рот одна з яких була укомплектована танками LT vz.35 та Т-11, який після доукомплектування німецькою технікою було перетворено на бригаду.
Німці вимагали від Болгарії відправити війська на Східний фронт, але болгарський цар Борис III був категорично проти. Скоро після смерті царя пронімецький уряд було повалено і 11 вересня 1944 року Болгарія оголосила війну Німеччині. Танки Т-11 обмежено брали участь у боях з німцями у Югославії і показали себе доволі непогано. Це було пов'язано зі специфікою бою в горах, де відстані були обмежені. 37-мм гармата непогано показала себе в бою проти більш сучасних німецьких танків. Після війни танки перебували на озброєнні до 50-х років.

### Угорщина
Угорщина захопила один пошкоджений танк 15 березня 1939 року в Карпатській Україні, коли він брав участь в її завоюванні, та ще один в бою зі словаками 24 березня 1939 року. Обидва були підбиті і Угорщина попросила відремонтувати їх фірму Škoda, проте не зійшлися в ціні на ремонт. Хоча потім фірма Škoda відремонтувала їх безкоштовно через те, що Угорщина придбала ліцензію на виготовлення танків у фірми Škoda. Танк став основою для розробки угорського середнього танка Turan.

## Оцінка танка
Танк був розроблений в період, коли усі конструктори танків віддавали перевагу швидкості, маневреності та озброєнню більше ніж броньовому захисту. Це було пов'язано з тим що танк вважався машиною підтримки піхоти і використовувався проти піхоти. Загалом танк Panzer 35(t) можна порівняти з радянським Т-26, який було створено в рамках тієї ж концепції. Тому через недостатній броньовий захист, і зі зміною концепції використання танків у напрямі концепції Бліцкригу, на початок Другої Світової Війни танк був практично беззахисним перед будь-якими протитанковими гарматами. Це і було наочно продемонстровано під час Польської кампанії, де танк пробивався польською 37-мм гарматою Bofors на усіх дистанціях. З подальшим посиленням і збільшенням калібрів протитанкових гармат танк Panzer 35(t) став безнадійно застарілим.

## Збережені екземпляри
- Panzer 35(t) (LT vz. 1935) — Військовий музей Сербії, фортеця Калемегдан, Белград.
- R2 (LT vz. 1935) — Військовий музей Румунії, Бухарест.
- TACAM R2 — Військовий музей Румунії, Бухарест.
- Panzer 35(t) (LT vz. 1935) — Національний музей військової історії Болгарії, Софія.
- Panzer 35(t) (LT vz. 1935) — Військово-Технічний музей Чехії, Лешани (колишній експонат Абердинського полігону США, переданий Чехії у 2010 р.)
- Panzer 35(t) (LT vz. 1935) — Пам'ятник у Зволені, Словаччина. Цей танк збережений як залізничний артилерійський транспортер.